# Frédéric-Guillaume de Mecklembourg-Schwerin
Frédéric I Guillaume de Mecklembourg-Schwerin, (en allemand Friedrich I. Wilhelm von Mecklenburg-Schwerin), né le 28 mars 1675 à Grabow, décédé le 31 juillet 1713.
Il est duc de Mecklembourg-Grabow de 1688 à 1713 et duc de Mecklembourg-Schwerin de 1692 à 1713. Il s'attache à reconstruire le pays, ruiné par des réformes mal conçues comme l'abolition partielle du servage et l'impôt universel. Il abolit le servage et réforme l'impôt.

## Biographie
Fils aîné de Christine-Wilhelmine de Hesse-Hombourg (1653-1722) et du prince Frédéric de Mecklembourg-Grabow (et non prince du Mecklembourg dans son entier), Frédéric II Guillaume de Mecklembourg-Schwerin succède le 21 juin 1692 à son oncle Christian-Louis Ier de Mecklembourg-Schwerin en tant que régent de la principauté de Schwerin.
Lorsque s'éteint la dynastie des Güstrow du Mecklembourg, il se lance avec son oncle Adolphe-Frédéric dans un procès en succession qui dégénère en une quasi-guerre civile, que seule l'intervention armée des principautés voisines parvient à calmer. La lutte de succession s'achève en 1701 par le « partage de Hambourg », où le principe du droit d'aînesse est réaffirmé, et où surtout le Mecklembourg est divisé en deux entités indépendantes : les principautés de Mecklembourg-Schwerin et Mecklembourg-Strelitz, qui resteront séparées jusqu'en 1918.
En 1704, Frédéric II Guillaume de Mecklembourg-Schwerin épouse Sophie-Charlotte de Hesse-Cassel (1678-1749), (fille du landgrave Charles Ier de Hesse-Cassel). Cette union reste stérile.
Héritier d'un pays encore sous le coup des dommages de la guerre de Trente Ans et de la Grande guerre du Nord, Frédéric-Guillaume entreprend en 1708 une réforme fiscale de grande ampleur : la Consumptions- und Steuerordnung, pour entamer les reconstructions qui s'imposaient. Outre l'imposition de la Noblesse et du Clergé, il promulgue l'abolition du servage : le servage devait céder la place à un pacte héréditaire, et la corvée devait être remplacée par un impôt en argent. Cette réforme oppose longtemps le duc aux chambres des représentants.
La même année, sa sœur cadette Sophie-Louise de Mecklembourg-Schwerin, surnommée la Vénus du Mecklembourg, épouse Frédéric Ier, roi en Prusse mais l'union s'avère stérile et la jeune souveraine s'attire la haine de la cour. Elle sombre peu à peu dans la folie et, en janvier 1713, son époux la renvoie dans son pays d'origine. Son frère l'installe au château de Grabow où elle était née.
Le roi en Prusse meurt le 25 février 1713. Le duc Frédéric-Guillaume suit son beau-frère dans la tombe le 31 juillet suivant. Il est inhumé dans l'église de Neustadt-Glewe. Son frère Charles-Léopold de Mecklembourg-Schwerin lui succède.

## Généalogie
Frédéric III Guillaume de Mecklembourg-Schewerin appartient à la lignée de Mecklembourg-Schwerin, cette lignée appartenant à la première branche de la Maison de Mecklembourg s'éteignit à en 2001.